# 云母 (音韻)
云母（白一平轉寫：h-）是廣韻的次濁喉音聲母，通常擬爲零聲母，或與匣母合併，只配三等，多爲合口呼或伴隨圓脣主元音的開口呼，也有普通開口字（視作上古的合口音中古時脫落）。

## 擬音
云母通常擬成零聲母，由於喻三歸匣，在擬早期中古漢語時，有學家將其擬成匣母/ɦ/或/ɣ/。
| 聲母 | 高本漢 | 李方桂 | 陸志韋 | 王力 | 周法高 | 李榮 | 邵榮芬 | 蒲立本 | 董同龢 | 鄭張尚芳 | 潘悟雲 | 《廣韻》字數 |
| ---- | ------ | ------ | ------ | ---- | ------ | ---- | ------ | ------ | ------ | -------- | ------ | ------------ |
|      | （無） | ɣ(ɣʷ)  | （無） | ɣ    | j      | ɣ    | ɣ      | ɦ      | ɣ      | ɦ        | ɦ      | 335          |

## 反切上字
十五字：羽下薳洧雨爲王有于永韋榮云雲筠

## 今音
在北京音系，
- 母合口呼今爲零聲母合口呼，常表現出細音[ɥ]（漢語拼音：y(u)）或洪音[w]（漢語拼音：w）类合口半元音，如「永」讀[ɥʊŋ]（yǒng）；
北京話中，音節「yóng」、「yǔn」會矯枉過正加入日母成爲「róng」、「rǔn」，爲現代標準漢語吸收；
母小韻「胃」轄字「彙」受匣母小韻「瘣」（約同於云母小韻「倄」）轄字「匯」影響而讀做huì。
- 母開口呼今比較複雜：
  1. 零聲母開口呼細音，伴隨半元音[j]（漢語拼音：y）如「漹」、「尤」、「炎」、「矣」、「有」、「宥」、「曄」等小韻，如「有」讀[jou̯]（yǒu）；
例外地，入聲字可能引向合口呼細音，如囿小韻「哊」字；
  2. 曉匣類聲母（洪音h、細音x），如「雄」、「礥」、「鴞」等小韻。
- 聲母脫落早，聲調按次濁處理（與匣母不同），濁上不變去，除非現代音中出現曉匣類聲母。

漢語音韻史上，云母早於匣母脫落是北方方言「黃匣唐一合平」（huáng）、「王云陽三合平」（*/hyáŋ/→*/ɥáŋ/→[wáŋ]／wáng）不同音的主因，是普通話分宕合一三等的例外情況，二字在二母均未脫落的吳語、二母均脫落的粵語同音。
在吳語（寧波、台州、溫州等南部沿海方言除外），喻母（云母與以母）整體保留爲[ɦ]，區別於影母三等[ʔj]，少部分/ɦw/演化爲[v]少部分脫落；然而溫州話有半元音[j]聲母並與零聲母[ʔ]細音對立，卽喻母整體讀如以母，故可認爲除甬台地區外吳語整體保留喻母，溫州影喻匣三分。
在沿海閩語白讀音，部分云母字淸化後保留h音，但不規則，沿山閩語少部分字白讀音也有保留。

## 參閱
韻典網-母（页面存档备份，存于）
1. ↑  一等合口小韻「倄」常視作與匣母小韻「瘣」相同（潘悟雲擬音均爲*/ɦuoi/）。
2. ↑  . ytenx.org.   [2024-02-27].
3. ↑  相比之下雖同爲見組但清聲母古三等字「況」（*hüàng > kuàng）在普通話中由於聲母未脫落而與古一等字「曠」同音，並未表現出洪細差異。